# Jana Štěpánková
Jana Štěpánková  (ur. 6 września 1934 w Żylinie, zm. 18 grudnia 2018 w Pradze) – czeska aktorka. 
Córka Zdeňka Štěpánka i Eleny Hálkovej, przyrodnia siostra Petra Štěpánka, Martina Štěpánka i Kristiny Tabery.

## Biogram
Po ukończeniu praskiej DAMU grała w Teatrze Wschodnioczeskim w Pardubicach (1953–1959), Teatrze Stanislava Kostki Neumanna w Pradze (1959–1971) i Teatrze na Vinohradach (od 1972 r.).
Jej domeną były role psychologicznie skomplikowanych kobiet, nieraz bohaterek tragicznych.

## Role teatralne
- Desdemona (William Shakespeare, Otello, 1959)
- Ximena (Pierre Corneille, Cyd, 1960)
- Slávka Hlubinová (Fráňa Šrámek, Měsíc nad řekou, 1962)
- Emilia Marty (Karel Čapek, Věc Makropulos, 1970)
- Królowa Gertruda (William Shakespeare, Hamlet, 1976)
- Iokaste (Sofokles, Król Edyp, 1988)
- Lasička (Pavel Kohout, Král Colas, 1995)

## Role telewizyjne
- serial Taková normální rodinka (1971)
- serial Szpital na peryferiach (1977–1981)
- serial Synové a dcery Jakuba skláře (1986)
- serial Ranč U Zelené sedmy (1998, 2000, 2005)
- serial Szpital na peryferiach po dwudziestu latach (2003)
- serial Náves (2006)

## Filmografia
- Psiogłowcy (1955)
- 105% alibi (1959)
- Všude žijí lidé (1960)
- Blbec z Xeenemünde (1962)
- Tarzanova smrt (1962)
- Paleta lásky (1976)
- Poslední vlak (1982)
- Kariéra (1984)
- Dva lidi v ZOO (1989)
- Anděl Páně (2005)
- Wycieczkowicze (2006)
- Všechno nejlepší! (2006)
- Sněženky a machři po 25 letech (2008)
- Divadlo žije (2009)
- Cukiernia (2010)
- Rodzinka (2011)
- Na Plovárně (2011)
- Sama w domu (2011)
- Život je ples (2012)
- Przed północą (2012)
- Pierwsza republika (2013)
- Doktor Martin (2015)